# Куранда, Игнац
Игнац Куранда (нем. Ignaz Kuranda; 1 мая 1812, Прага — 3 апреля 1884, Вена) — австрийский писатель, публицист и драматург еврейского происхождения, парламентский деятель. 

## Биография
Игнац Куранда был сыном библиофила-книготорговца и с раннего возраста много читал и занимался литературой. Уже в 1834 году он выпустил драму «Die letzte weisse Rose», имевшую большой успех и шедшую на сцене в Карлсруэ, Штутгарте и Франкфурте-на-Майне. 
В 1838 году Куранда, пользуясь уже значительной популярностью в качестве драматурга, поселился в Штутгарте, где часто встречался с Давидом Штраусом, Уландом и другими швабскими литераторами. Благодаря им у него установились тесные связи и с политическим миром; вскоре он занял видное положение среди либеральной оппозиции того времени и создал, будучи в Париже, своего рода интернациональную ассоциацию либерализма. Особенно широкую деятельность Куранда развил в Брюсселе, где политические условия были для него наиболее благоприятны; там же он открыл курс по истории немецкой литературы. 
В 1840 году основал в Брюсселе немецкую газету «Grenzbote», для поддержки связи между бельгийским и немецким либерализмом. 
В 1848 году был выбран в Вене членом франкфуртского парламента, но в октябре сложил свои полномочии и принял редакцию основанной им в Вене газеты «Ost-Deutsche Post». Позже был членом австрийского рейхсрата. Написал драму «Последняя белая роза», которая в 1846 была представлена в Венском придворном театре, и «Belgien seit seiner Revolution» (Лпц., 1846).